# Coence (La Coruña)
Coence es un lugar de la parroquia de Cerceda en el municipio de Cerceda, comarca de Órdenes, provincia de La Coruña, Galicia, España.
- Datos: Q12386301